# حمزة بن حسن فتيحي
حمزة فتيحي من مواليد جدة (1911-2004)، من رواد الحركة الرياضية في الحجاز. أسس أول نادي كرة قدم وطني في الحجاز: نادي الاتحاد السعودي المعروف باسم الاتحاد  السعودي في عام 1927م الموافق عام 1346 هـ، وإليه يعود الفضل في تسمية النادي بلقب العميد. وكان مجموعة من أبناء مدينة جدة قد عقدوا اجتماعا للتشاور في أمر تأسيس فريق يحتوى أبناء البلد للتنافس مع الجالية الجاوية/الأندنوسية والبحارة الإنجليز على سواحل جدة وقد ضم الاجتماع الذي قاده حمزة فتيحي -المؤسس الفعلي للنادي-، في 1927م شخصيات رياضيه سعودية 